# Tremors 3 - Ritorno a Perfection
Tremors 3 - Ritorno a Perfection (Tremors 3: Back to Perfection) è un film del 2001, diretto dal regista Brent Maddock e pubblicato direttamente per il mercato home video. È il terzo film della serie.

## Trama
Sono passati 11 anni dalla comparsa dei Tremors e il cacciatore di Graboid Burt Gummer scopre, grazie ad un paleontologo, la presenza nella valle di Perfection di uova fossili che si schiudono circa ogni trecento anni, riconducibili ai Graboid. 
Nel frattempo Perfection è diventato un'attrazione turistica per la presenza dei Graboid; fatto di cui approfitta Jack, che aiutato da Buford (il suo socio), organizza dei giri turistici, in cui inscenano la presenza di Graboid per impressionare i turisti. Un giorno mentre Jack e Buford sono impegnati in uno dei loro giri turistici, Mindy (la bambina del primo film, ormai ventenne) e Buford vengono attaccati da un Graboid che lo divora, terrorizzando i turisti. Fortunatamente Jack, Mindy e i turisti riescono a scappare e a raccontare a Burt e gli altri ciò che è accaduto.
Burt, Miguel, Jack e Jodi, la nipote di Walter Chang che ha preso in gestione il suo negozio, scoprono che i Graboid-bipedi, gli Shrieker, sono mutati in un terzo stadio più grande e alato, ribattezzati "Ass-Blaster" (nella versione italiana, "culi volanti"). Anche questa forma è capace di individuare le prede grazie ad un sensore termico posto sul muso. Uno di loro uccide Miguel. 
Dopo averne ucciso uno, i tre scoprono che questa evoluzione, che conserva all'interno del proprio organismo due liquidi la cui miscela, in presenza di aria, è altamente infiammabile e permette alla creatura di volare, trasportando delle uova.                                                Burt, Jack e Jodi si ritrovano disarmati e senza munizioni alle prese con gli "ass-blaster". Cercando inizialmente rifugio per nascondersi, comprendono che devono agire se vogliono salvarsi e pensano di sfruttare il liquido infiammabile delle creature a loro favore. Utilizzando una specie di balestra fai-da-te costruita con un tubo e usando del whiskey, lanciano delle frecce incendiate contro le creature, riuscendo ad avere la meglio e a farle esplodere. Ma l'ultimo ass-blaster riesce a schivare la freccia incendiata e attacca i tre, finendo infine divorato da un Graboid che Burt aveva precedentemente nominato "El Blanco", perché albino. Burt decide di risparmiare El Blanco per la sua particolarità, essendo sterile e quindi non in grado di riprodursi.